# FC Nassaji Mazandaran
FC Nassaji Mazandaran is een Iraanse voetbalclub uit Qaem Shahr. In Iran staat de club ook wel bekend als Nassaji.
Nassaji heeft een van de hoogste gemiddelde bezoekersaantallen in Iran. Nassaji is ook de oudste club uit de Kaspische regio van Iran en een van de oudste in heel Iran. Nassaji promoveerde in 2018 voor het eerst naar de Persian Gulf Pro League, waarmee ze het tweede team uit de provincie Mazandaran zijn dat ooit in de competitie heeft gespeeld.

## Geschiedenis

### Oprichting
Nassaji Mazandaran Company richtte de club op in Qaem Shahr in 1959. Nassaji deed mee aan de Qods Cup in 1988 en kort daarna kwamen ze in 1991 in de hoogste divisie Azadegan League en bleven tot 1995 een sterke concurrent in die divisie.

### Recente jaren

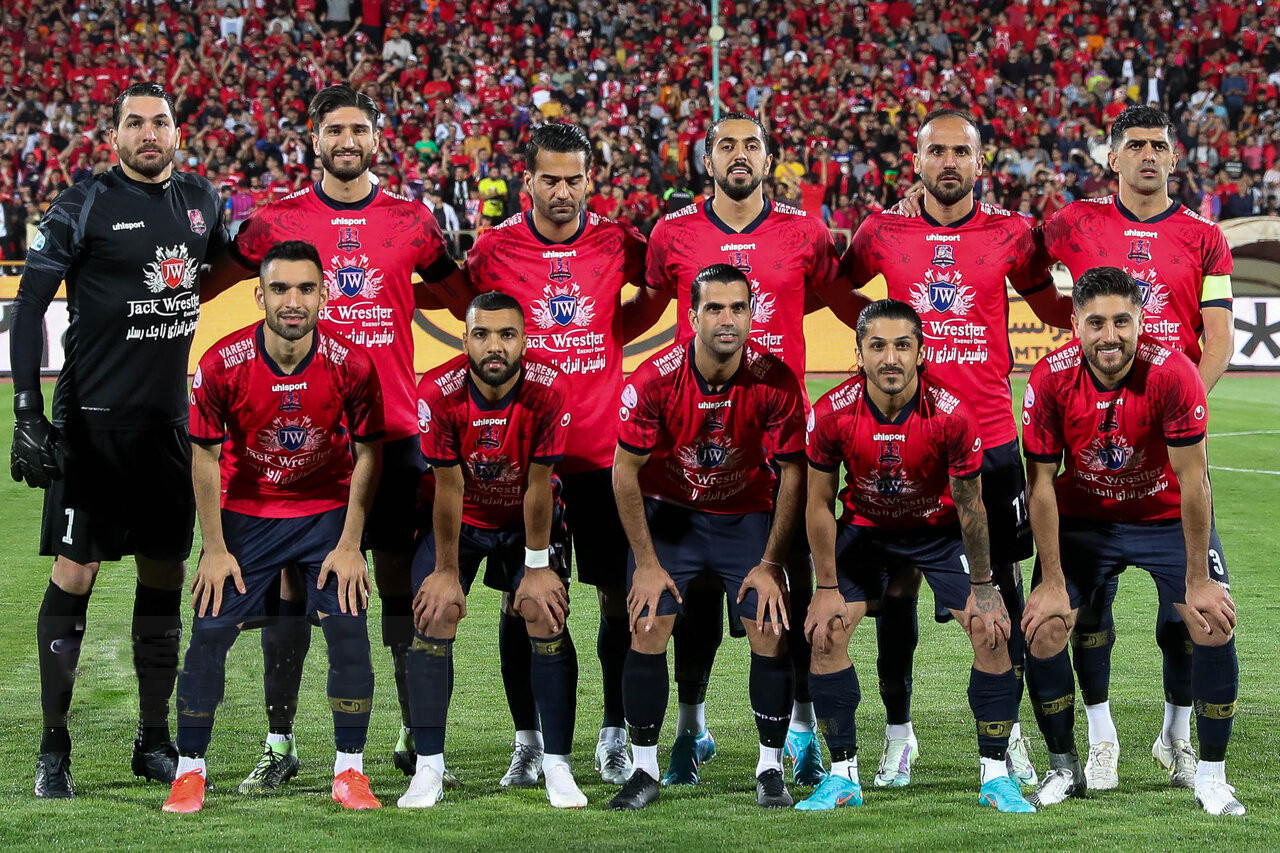
FC Nassaji Mazandaran (2022)

Nassaji bleef tot 2001 in de 2e divisie en toen de Iraanse voetbalbond besloot een professionele competitie te beginnen, werd de Azadegan-competitie de op een na hoogste competitie in Iran. In 2004 werd Nassaji gedegradeerd naar Iran Football's 2nd Division maar ze werden aan het einde van het seizoen 2005-06 terug gepromoveerd naar de Azadegan League. Op 3 augustus 2006 tekende Nasser Hejazi als hoofdcoach van Nassaji voor een eenjarig contract voor het seizoen Azadegan League 2006/07. In het seizoen 2013-14 had Nassaji hun beste kans met promotie naar de Persian Gulf Pro League sinds hun degradatie van de hoogste vlucht in 1995, het team eindigde als derde in Groep A, wat één plaats was uit een promotiespel - uit de buurt. Het volgende seizoen eindigde Nassaji opnieuw als derde en was twee punten verwijderd van een promotie-play-off-plek.

### Perzische Golf Pro League

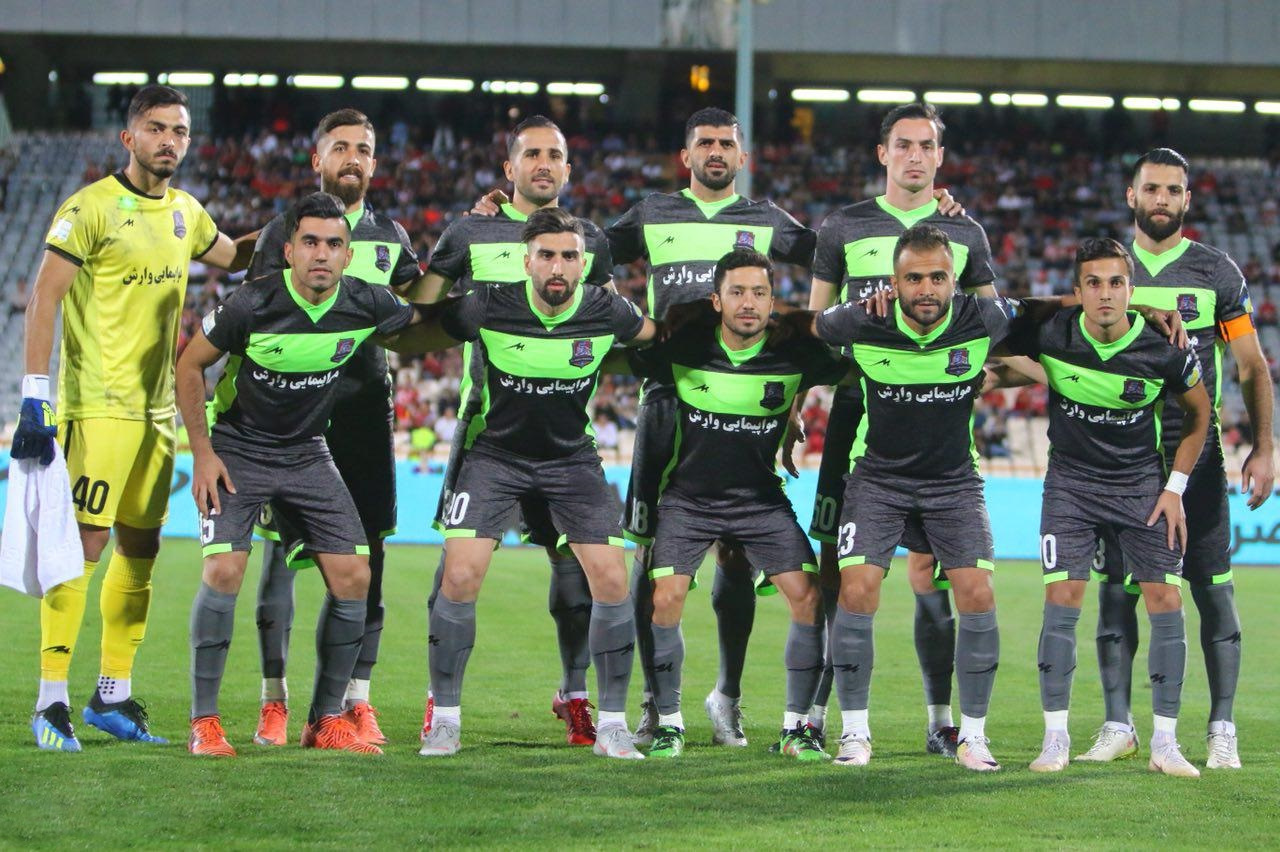
Nassaji-team in League 2018-19

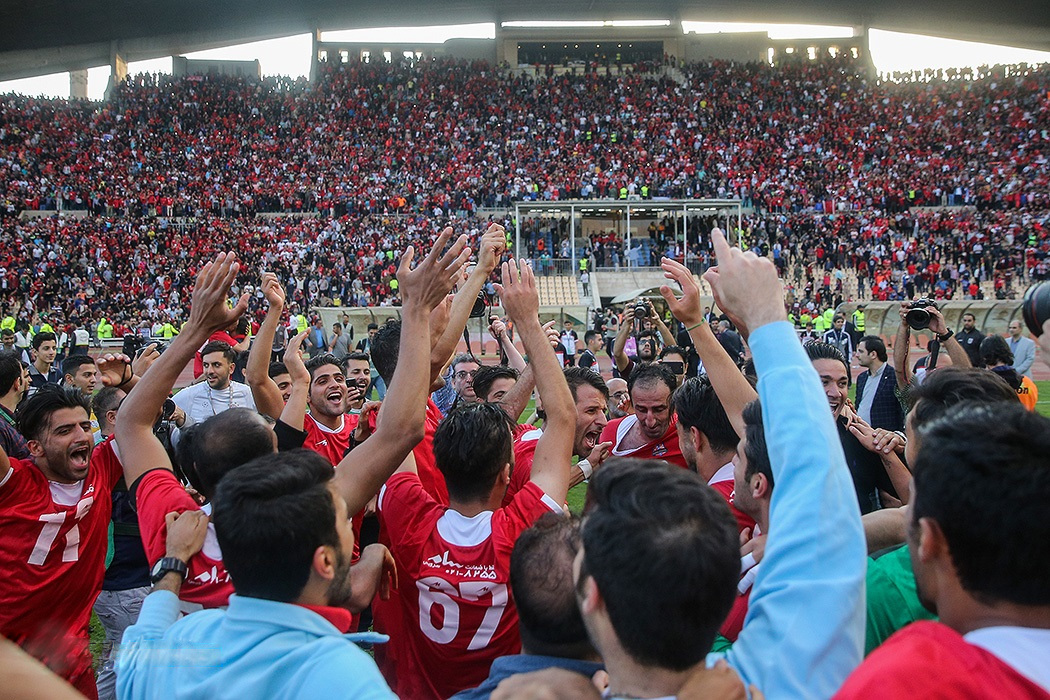
Fans van FC Nassaji

Op 29 april 2018, na een overwinning op Rah Ahan, eindigde Nassaji op de tweede plaats in de Azadegan League en promoveerde voor de eerste keer naar de Persian Gulf Pro League.
Esteghlal · Foolad · Gol Gohar · Machine Sazi · Naft Masjed Soleyman · Nassaji Mazandaran · Pars Jam · Paykan · Persepolis · Saipa · Sanat Naft · Sepahan · Shahin Bushehr · Shahr Khodro · Tractor · Zob Ahan